# Рижков Сергій Сергійович
Сергій Сергійович Рижков (22 червня 1958, Миколаїв, Українська РСР — 1 листопада 2017, Миколаїв, Україна) — професор, академік Академії наук вищої школи України, директор науково-дослідного інституту проблем екології та енергозбереження, завідувач кафедри екології та ректор Національного університету кораблебудування імені адмірала Макарова.

## Біографія

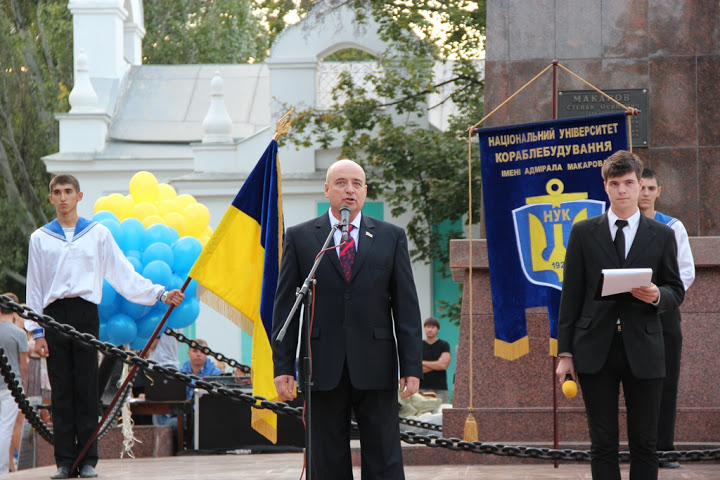
С. С. Рижков на урочистій посвяті в студенти

Рижков Сергій Сергійович народився 22 червня 1958 р. у м. Миколаєві. В 1975 році закінчив школу № 4. В тому ж році вступив на перший курс машинобудівного факультету Миколаївського кораблебудівного інституту, який закінчив з відзнакою в 1981 році. За фахом інженер-механік. У 1981—1982 роках працював інженером науково-дослідницької частини МКІ і інженером-конструктором ВО «Екватор», в 1982—1985 роках навчався в аспірантурі Одеського інституту інженерів морського флоту.
В 1985 р. достроково захистив кандидатську дисертацію, у 1985—1987 роках працював старшим викладачем Миколаївського філіалу інституту підвищення кваліфікації робітників суднобудівної промисловості. В 1988—1989 роках працював ученим секретарем Науково-виробничого центру при Миколаївському кораблебудівному інституті.
В 1989—1992 роках навчався в докторантурі МКІ. В 1993 р. захистив докторську дисертацію та затверджений у вченому ступені доктора технічних наук зі спеціальності «Суднові енергетичні установки». З 1993 року працював заступником проректора університету з наукової роботи.
1994 року отримав вчене звання старшого наукового співробітника, а в 1995 році йому присвоєно вчене звання професор кафедри екології. У 1993—1994 роках працював заступником проректора. З 1994 року завідував кафедрою екології.
21 жовтня 2008 року був обраний ректором Національного університету кораблебудування імені адмірала Макарова.
В 2017 році неочікувано помер у віці 59 років..

## Наукова діяльність

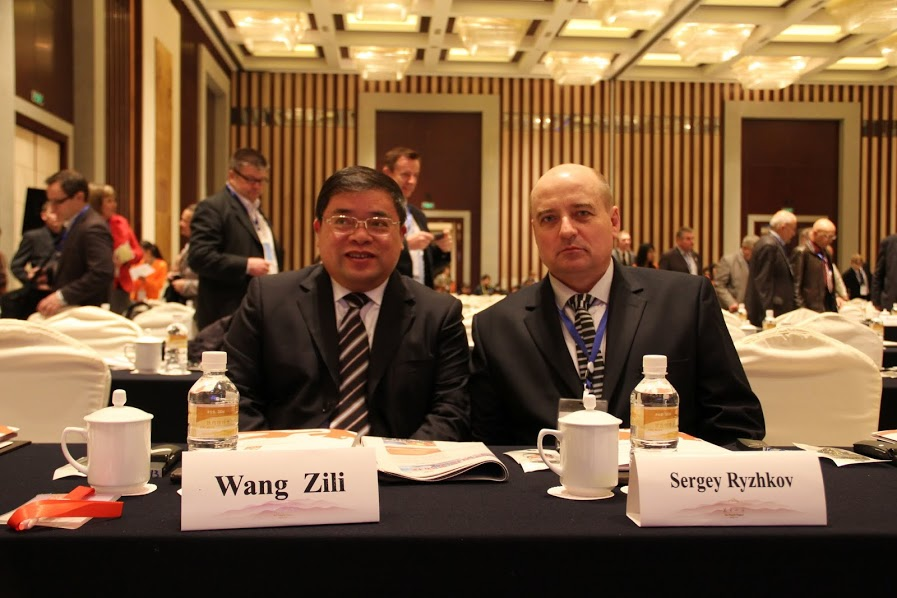
Сергій Рижков з Ван Цзилі — президентом університету науки і технології Цзянсу (КНР)

Автор понад 300 наукових праць та 30 винаходів, 20 монографій та навчальних посібників з грифом МОНУ, у тому числі більше 80 — на міжнародному рівні. Продовжувач наукової школи та династії українських учених, яку створив його батько — Рижков Сергій Васильович (два старших сини С. С. Рижкова захистили кандидатські дисертації, молодший навчається в аспірантурі).
Створив наукову школу з екологічної техніки і новий науковий напрямок очистки та утилізації газових і рідинних викидів за рахунок енергопотенціалу самих викидів з використанням струминних, двофазних дисперсних та відривних течій, сил турбо- та термофорезу, коагуляції частинок при обтіканні перешкод та в каналах.
Уперше теоретично та експериментально за допомогою голографічної інтерферометрії, лазерної доплерівської анемометрії довів відрив примежового шару при обтіканні пластини початковою ділянкою струменя. На основі створеного напрямку розроблено та впроваджено за період 1992—2009 рр. цілий типорозмірний ряд струминних масловіддільників для газотурбінних двигунів 3-го та 4-го покоління розробки Державного підприємства "Науково-виробничий комплекс газотурбо-будування «Зоря-Машпроект» (м. Миколаїв). Масловіддільники впроваджено на понад 900 двигунах, що дало знизити втрату масел на двигун більше 1…2 кг/год, економічний ефект становить більше 550 млн грн., в країнах СНД, Індії, Китаю та ін. Також створено масловологовіддільники для систем стиснутого повітря, які впроваджено з 1991 р. на більше ніж 150 підприємствах країн СНД.
С. С. Рижков ініціатор та організатор ряду нових наукових проектів загальнодержавного значення: «Створення універсальних транспортних суден та засобів океанотехніки» (удостоєного Державної премії України в галузі науки і техніки за 2011 р.), «Морський підводний музей України», «Муніципальний комплекс переробки органічних відходів з отриманням альтернативного палива» та інших. Під науковим керівництвом професора С. С. Рижкова виконано значну кількість наукових проектів, зокрема і на міжнародному рівні, захищено дисертаційні кандидатські та магістерські роботи.
Також С. С. Рижков — ініціатор створення в НУК спеціалізованої ради з напрямку «Екологічна безпека», голова спеціалізованої вченої ради з захисту докторських дисертацій при НУК, керівник напряму «Екологічна безпека» та «Суднові енергетичні установки».
У 2008 році професора С. С. Рижкова обрано ректором і підтримано колективом вузу його програму зі створення на базі НУК університету європейського типу. За майже п'ятирічний період роботи на посаді ректора в Національному університеті кораблебудування відбулися суттєві позитивні зміни: ліквідовано кількамільйонну заборгованість по зарплаті, виконано значні капітальні ремонти та переобладнання приміщень університету своїми силами, створено принципово новий сучасний сайт НУК.

## Громадська діяльність
За особистою ініціативою ректора С. С. Рижкова в рамках запропонованої ним концепції побудови НУК як університету європейського типу, розроблений генеральний план розвитку університету та вирішене питання щодо виділення для цього 11,7 Га землі з перспективним будівництвом найбільшої в Україні електронної бібліотеки, дослідного басейну, сучасної інфраструктури для життя та побуту студентів і співробітників, центру відпочинку студентів і спортивних майданчиків. Він уже завоював золоту медаль у номінації «Розвиток матеріально-технічної бази» на міжнародній київській виставці «Освіта та кар'єра-2010».
Під реалізацію цього генплану вже оформлена земельна ділянка — 4 Га, а в перспективі ще 7 Га землі. На цій площі буде побудовано справжнє наукове містечко. Такий план забезпечує вихід НУК на європейський рівень для розвитку Миколаєва як центру кораблебудування і суднобудування, а також України як морської держави в цілому.
Ректором ініційовано та впроваджено в життя низку проектів: Студентська республіка НУК; Студентське телебачення «НУК-ТВ» та ін., для студентського самоврядування (парламенту, профкому, телестудії) капітально відремонтовано та оснащено цілий поверх університету. Професор С. С. Рижков робить значний внесок в інтеграцію НУК у світовий та європейський науковий і освітянський простір. Під його керівництвом університет постійно нарощує обсяги підготовки іноземних студентів та аспірантів, розширює тематику міжнародних досліджень, проводить міжнародні науково-технічні конференції.
Професор С. С. Веде активну діяльність, спрямовану на розбудову України як морської держави. Засновник, президент і академік Міжнародної академії морських наук, технологій та інновацій, фундатор, президент і академік Академії наук суднобудування України, академік Академії наук вищої школи України.
З 2006 року професор С. С. Рижков — депутат Миколаївської обласної ради, голова постійної комісії з питань екології, охорони навколишнього середовища, природокористування та ресурсозбереження, член Президії облради.

## Нагороди
Професор С. С. Рижков — лауреат Державної премії в галузі науки і техніки за 2011 р., заслужений діяч науки і техніки України (2010 р.), відмінник освіти (1997 р.), нагороджений Почесною грамотою Міністерства освіти та науки (1995 р.), Почесною грамотою Державного комітету України з питань регуляторної політики та підприємництва (2002 р.), Почесною грамотою облдержадміністрації (2005 р., 2012 р.) та обласної ради (2006 р.), Почесною відзнакою Національного університету кораблебудування імені адмірала Макарова «За заслуги», увійшов до довідників «Хто є хто в Україні» за 1997, 1999, 2001, 2006, 2008, 2010 роки. Лауреат Всеукраїнського рейтингу «500 впливових особистостей. Україна, 10 років незалежності» (2001 р.), має почесне звання «Найкращий керівник року-2011» Міжнародної іміджевої програми «Лідери XXI сторіччя». Лауреат Національного транспортного рейтингу «Людина року на транспорті-2012» у номінаціях «Суднобудування та судноремонт» і «Транспортна наука та освіта в Україні».
Нагороджений почесним знаком «Manager of the Year» 2013 -керівник року 2013 від Європейської асамблеї бізнесу (ЄБА) (Оксфорд, Велика Британія), почесним дипломом «Топ-менеджер вищої спеціалізованої освіти Країни 2013 року» та срібним орденом «Взірець професіоналізму» (2013 р.) Всеукраїнської програми «Золоті Руки Країни».
Майстер спорту з бадмінтону, всебічно підтримував розвиток спорту і підготовку олімпійців у НУК.
1. ↑  Ушел из жизни ректор НУК им. адмирала Макарова Сергей Рыжков. СВІДОК.info (укр.). 1 листопада 2017. Процитовано 7 лютого 2023.
2. ↑  В Николаеве ушел из жизни ректор НУК им. Макарова Сергей Рыжков. 0512.com.ua - Сайт міста Миколаєва (укр.). Процитовано 7 лютого 2023.